# 30 ROCK 시즌 2
《30 ROCK》의 두 번째 시즌은 미국 NBC에서 2007년 10월 4일에서 2008년 5월 8일 방송되었다. 모두 15개의 에피소드로 구성되었다. NBC방송국 내에서 이루어지는 코미디쇼 프로그램 제작진(방송사대표, 피디, 작가 등)과 기타 방송국 스태프, 그리고 코미디 쇼 프로그램 출연진들의 이야기로 구성된다. 주요 구조는 대표작가 리즈 레몬(티나 페이)와 방송사 부사장 잭 도나기(알렉 볼드윈)을 중심으로 이루어진다.
시즌 2가 시작되자 마자 미국작가조합이 파업을 펼쳤고, 《30 ROCK》의 각본을 맡은 티나 페이도 집필거부에 동참하고 연기만 한다. 이 때문에 당초 22개의 에피소드로 기획된 시즌 2는 15개 에피소드로 완성된다. 티나 페이가 각본에 참여한 것은 에피소드 1, 7, 11편이다.
시즌2에서는 제리 사인펠드, 스티브 부세미, 캐리 피셔, 매슈 브로더릭 등 톱 스타가 깜짝출연한다.

## 에피소드 가이드
| #회차 | 제목                  | 미국방송일 | 내용 |
| ----- | --------------------- | ---------- | --- |
| 1     | SeinfeldVision        | 2007.10.4  | 잭이 제리 사인펠드가 이전에 출연한 방송 동영상의 디지털 영상을 활용하여 SeinfeldVision이라는 프로그램을 기획하고, 제나는 뮤지컬 미스틱 피자에 출연하는데 연기 내내 피자를 먹어 몸이 불어 어쩔 줄을 모른다. 트레이시의 아내 앤지는 트레이시의 바람기를 참지 못해 그를 집밖으로 쫓아낸다. |
| 2     | Jack Gets in the Game | 2007.10.11 | 잭은 극중 GE 회장 돈 가이스(립 톤)가 은퇴를 고려 중이며 후임으로 자신과 데본 뱅크스(윌 아네트) 중 한 사람을 염두에 두고 있다는 것을 알게 된다. 제나는 뚱뚱해진 자신의 몸매에 환호하는 대중들을 보고는 기고만장해 한다. 케네스는 트레이스가 아내 앤지와 재결합할 수 있도록 애쓴다. |
| 3     | The Collection        | 2007.10.18 | 잭은 사립탐정 렘(스티브 부세미)을 고용하여 자신의 뒷조사를 시킨다. GE 총수가 되기 위한 뒷조사에 미리 대비하기 위해서이다. 앤지는 트레이스와 함께 지내면서 그를 감독하기로 한다. 제나는 다시 몸무게가 빠지기 시작하자 어쩔 줄 몰라한다. |
| 4     | Rosemary's Baby       | 2007.10.25 | 리즈는 어린 시절 자신의 우상이었던 코미디 작가 로즈마리 하워드(캐리 피셔)를 만나서 흥분한다. 하지만 곧 그녀가 1970년대에 사로잡힌 불쌍한 노친네일 뿐이라는 사실에 충격을 받는다. |
| 5     | Greenzo               | 2007.11.8  | 잭은 기업이미지 제고를 위해 NBC의 친환경 마스코트 그린조(데이비드 쉬머)를 방송에 투입시킨다. 그린조는 TGS와 투데이 쇼 등에 출연하며 친환경 발언을 한다. 케네스는 집에서 파티를 준비 중인데 아무도 관심을 갖지 않자 속이 상한다. 이에 트레이시가 엄청난 인물이 참석할 것이라는 소문을 퍼뜨린다. 피터가 헤어진 아내 폴라와 다시 만난다. |
| 6     | Cougars               | 2007.11.15 | 리즈 레몬이 사무실로 커피를 배달하는 스물 살 청년 제미(발 에미히)와 데이트를 한다. 트레이시는 슬램가 흑인 아이들로 구성된 리틀 야구팀을 코치하게 된다. 잭은 이 팀에 관심을 갖고 코치에 직접 나서지만 아이들이 말을 듣지 않는다. |
| 7     | Somebody to Love      | 2007.11.29 | 보수적 색채의 방송사 NBC 부사장인 잭 도나기가 환경문제로 소송 중인 민주당 상원의원 CC(에디 팔코)와 사랑에 빠진다. 리즈 레먼은 자신의 아파트 이웃 라힘(프레드 아미센)을 중동계 테러리스트로 오해한다. |
| 8     | Secrets and Lies      | 2007.12.6  | 잭은 상원의원 C.C.가 자신들의 관계를 대외에 밝히는 것에 대해 주저한다. 제나가 뮤지컬로 여우주연상 트로피를 탔다고 하자 트레이시가 자신도 그런 상을 탈 자격이 있다고 우겨댄다. 리즈는 그를 위해 특별히 '환태평양 에미 어워드'란 상을 급조하여 트레이시에게 수여하는 쇼를 펼친다. |
| 9     | Ludachristmas         | 2007.12.13 | 해마다 방송국 사람에게는 광란의 시간을 안겨주는 연례 크리스마스 파티가 다가오자 모두들 흥분하지만 트레이시는 시무룩해 한다. 법원에서 음주금지령을 내렸고 그의 발목엔 알코올모니터링 발찌가 채워졌기 때문이다. 크리스마스에 맞춰 리즈의 가족이 방문했고, 잭의 엄마도 그를 찾아온다. |
| 10    | Episode 210           | 2008.1.10  | 잭 도나기 부사장은 케이블TV 네트워크 구매에 관심이 있는 독일TV관계자와 미팅을 갖는다. 잭은 리즈에게 부동산 구매를 권하고 리즈는 마음에 쏙 드는 아파트가 있지만 입주자 대표들의 승인을 거쳐야만 한다. 뉴욕의 잭과 워싱턴의 C.C.는 장거리 데이트를 계속한다. 트레이시는 스태프를 위해 카푸치노 기기를 제공하지만 이것 때문에 커피를 싫어하던 케네스가 커피 중독이 된다.                                                                                   |
| 11    | MILF Island           | 2008.4.10  | 뉴욕 포스트에 리얼리티 쇼 <MILF Island>를 만든 잭 도나기는 '특급 멍청이'라는 방송국 내부 사람의 비난이 있었다는 기사가 실린다. 승진에 부정적인 영향을 미칠 이 말을 누가 했는지 색출작업이 벌어진다. <MILF Island> 마지막회가 방송되는 동안 범인은 밝혀지는데 리즈가 엘리베이터 안에서 내뱉은 말이었다. |
| 12    | Subway Hero           | 2008.4.17  | 리즈 레몬의 이전 남친 데니스 더피(딘 윈터스)가 지하철 선로에 떨어진 사람을 구해 시민의 영웅으로 떠오른다. 잭은 데니스를 TV쇼 프로그램에 출연시키기로 하면서 리즈의 인생에 또 끼어들게 된다. 잭은 존 공화당 존 맥케인의 정치자금 모금행사에 트레이시를 데려간다. |
| 13    | Succession            | 2008.4.24  | GE의 돈 가이스 회장은 잭의 라이벌 데본 뱅크스를 대신 잭을 회장 후임으로 지명한다. 잭은 리즈 메몬을 자기 후임으로 '동부지역 텔레비전 및 전자레인지 사업부' 부사장으로 지명한다. 리즈의 기쁨도 잠깐. 당뇨병에 시달리던 돈 가이스 회장은 코마 상태에 빠지고 잭의 운명은 추락한다. 트레이시는 아들이 자신을 학교에 데려가는 것을 부끄러워한다는 사실을 알고는 실망하고, 아들을 위해 굉장한 업적을 이루겠다고 다짐한다. 그래서 포르노 비디오게임을 개발한다. |
| 14    | Sandwich Day          | 2008.5.1   | 리즈의 전 남친 플로이드([[제이슨 서데이키스)가 뉴욕에 머물면서 다시 리즈와 관계회복을 시도한다. 잭은 데본에 의해 12층에 위치한 한직으로 물러난다. 뉴욕의 연례 행사인 '샌드위치 데이'에 리즈 몫으로 돌아온 샌드위치를 스태프들이 먹어버리자 리즈는 화가 나고 스태프들이 관계회복을 위해 일치단결한다. |
| 15    | Cooter                | 2008.5.8   | 잭은 GE를 떠나 워싱턴의 국토안전부에 새로운 일자리를 얻는다. 하지만 자신이 원하던 일이 아니자 같이 일하는 쿠터(매튜 브로데릭)와 함께 '해고당하기'로 작전을 짠다. 리즈는 자신이 임신한 것으로 오해알고 기뻐한다. 케네스는 베이징올림픽에 파견할 NBC 사환 자리에 지원한다. 트레이시의 포르노 비디오게임이 거의 완성된다. |